# Thieulloy-l'Abbaye
Thieulloy-l'Abbaye è un comune francese di 320 abitanti situato nel dipartimento della Somme nella regione dell'Alta Francia.

## Società

### Evoluzione demografica
Abitanti censiti